# Albergo per insetti

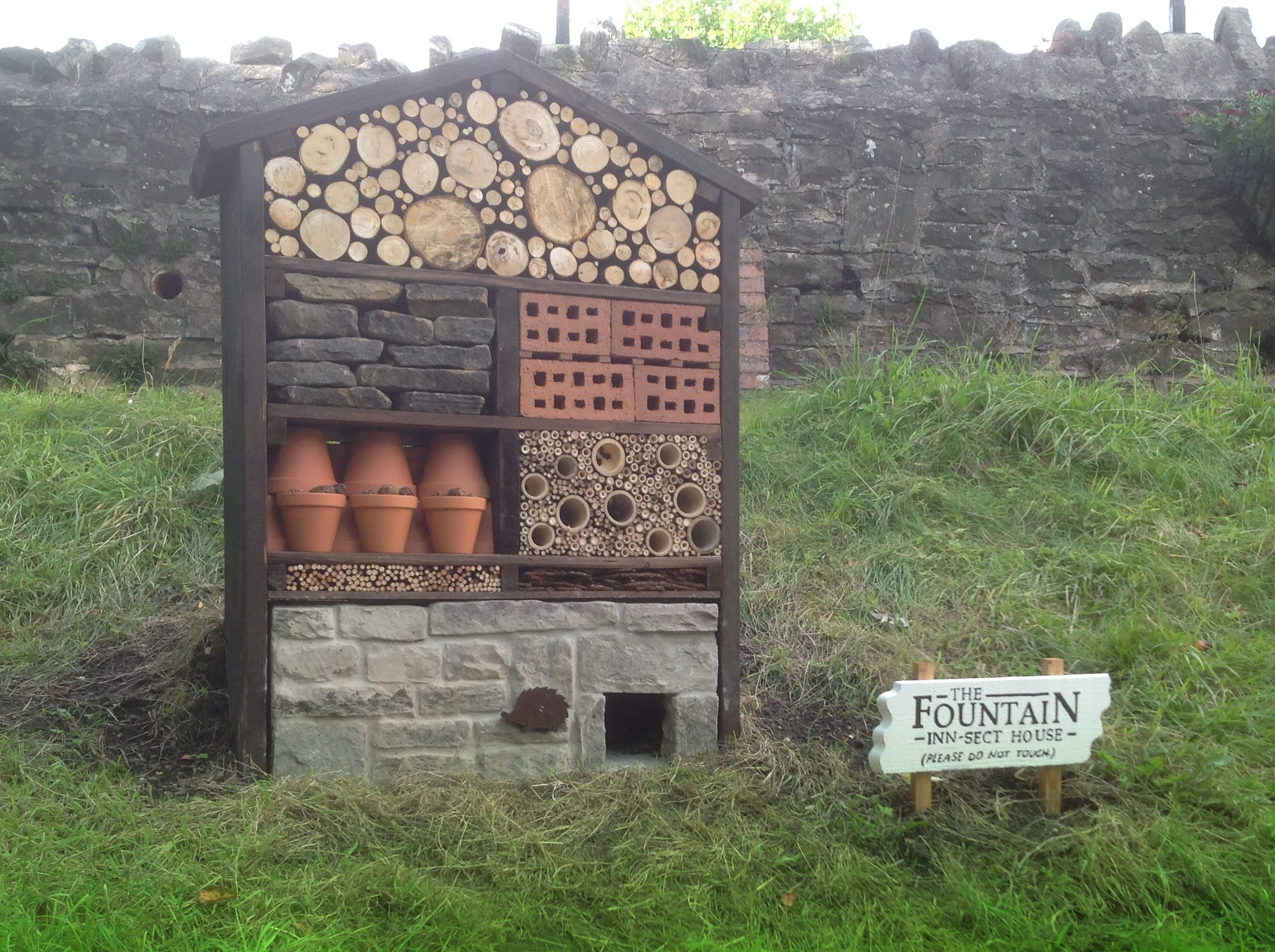
Un albergo per insetti a Parkend nella foresta di Dean, nel Regno Unito

Un albergo per insetti (in inglese bug hotel) o casa per insetti è una struttura artificiale creata per fornire riparo agli insetti. Può avere una varietà di forme e dimensioni a seconda dello scopo specifico o dell'insetto specifico a cui è destinata. La maggior parte è costituita da diverse sezioni che forniscono agli insetti strutture per la nidificazione, in particolare durante l'inverno, offrendo riparo o rifugio a molti tipi di insetti. Uno degli scopi principali degli alberghi per insetti è quello di ospitare insetti impollinatori.

## Scopo
Molti alberghi per insetti sono usati come siti di nidificazione da insetti come api solitarie e vespe solitarie. Questi insetti trascinano la preda nel nido dove viene depositato un uovo. Altri alberghi per insetti sono progettati specificamente per consentire agli insetti di ibernare, esempi degni di nota includono coccinelle e, dove possibile, farfalle.
Gli hotel per insetti sono popolari tra i giardinieri e i coltivatori di frutta e verdura grazie al fatto che incoraggiano l'impollinazione degli insetti. Alcuni hotel per insetti dal design elaborato possono anche essere attrazioni a sé stanti e, sempre più spesso, possono essere trovati nei giardini dei pub e in varie località turistiche.

## Hotel diversi per insetti diversi

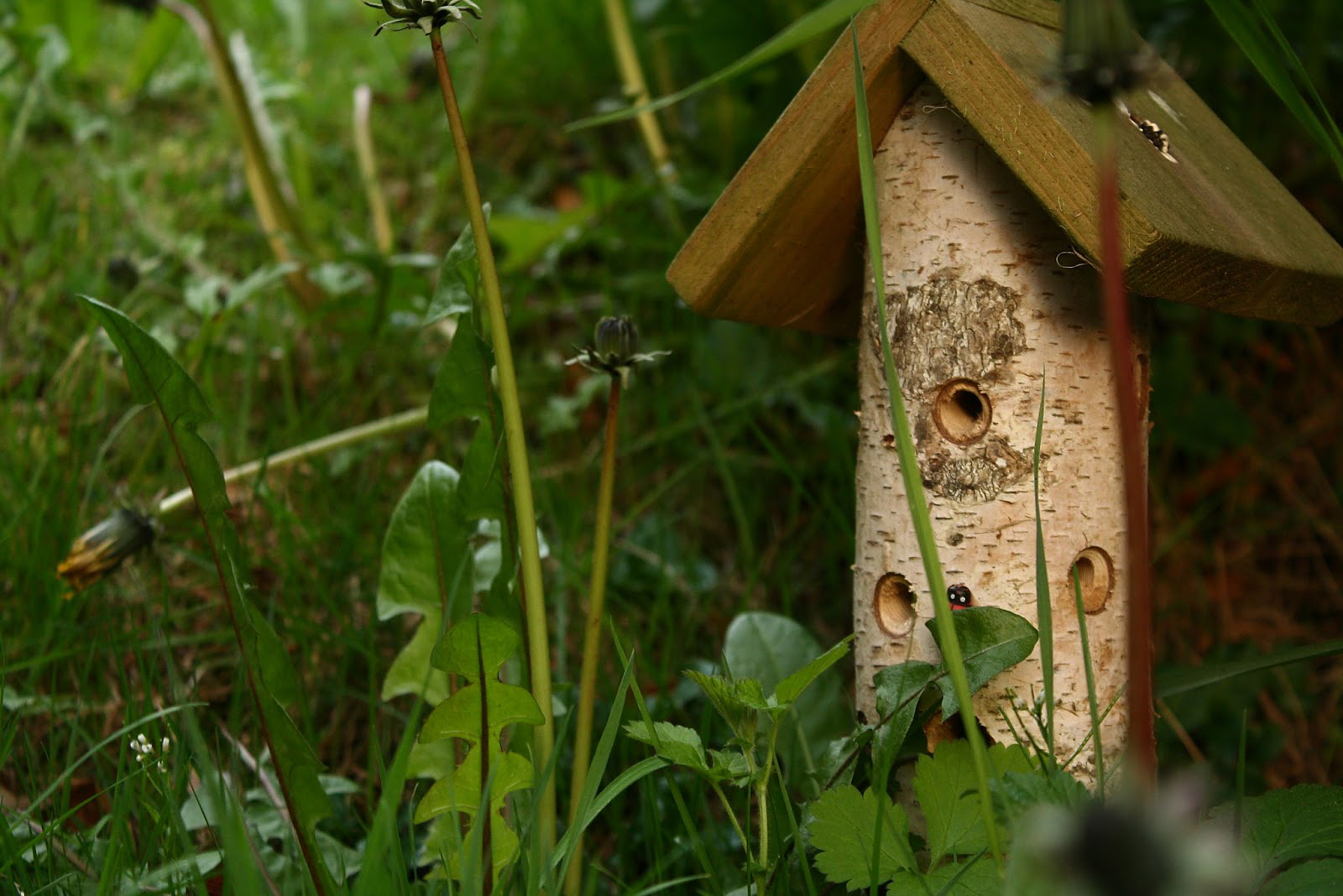
Albergo per coccinella

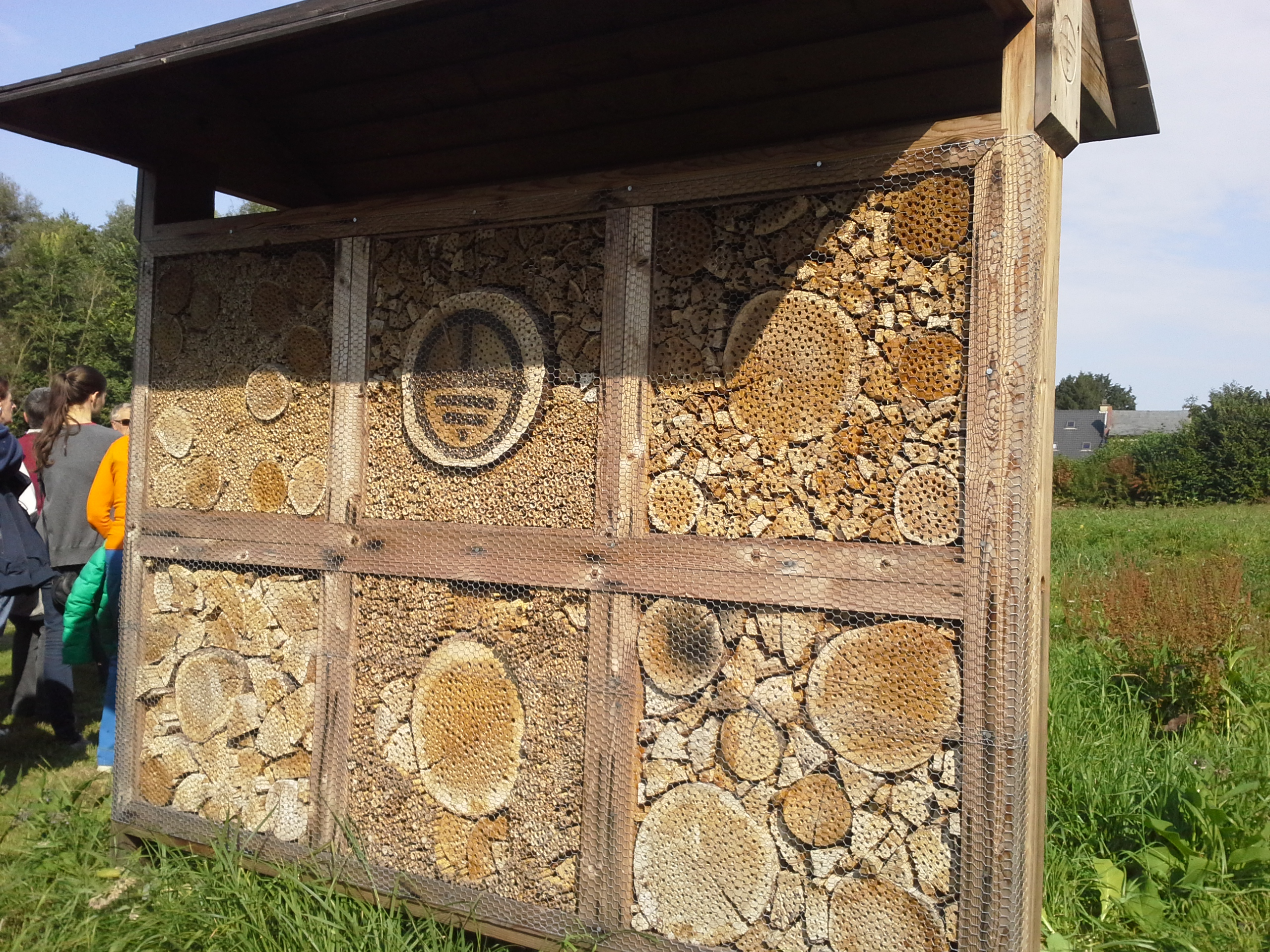
Big hotel per api a Grimbergen, Belgio

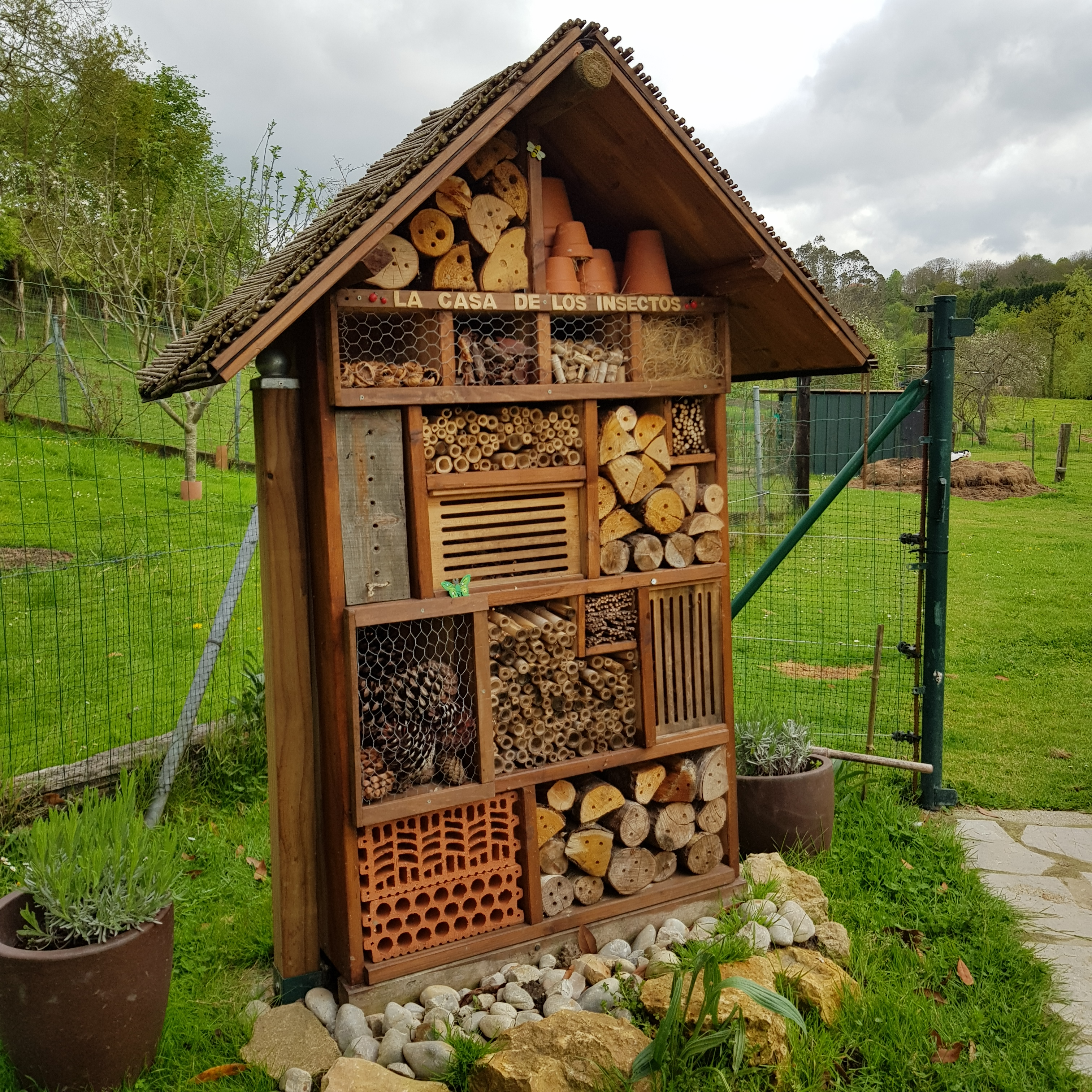
Hotel per api e hotel per insetti nella Fattoria La CasaRoja, Asturie, Spagna

I materiali migliori per costruire alberghi per insetti possono essere muretti in pietra o vecchie piastrelle. I fori praticati nei materiali degli alberghi per insetti incoraggiano gli insetti a lasciare le larve per la gestazione. Pertanto, materiali diversi, come pietre e legni sono consigliati per ospitare una vasta gamma di insetti. Vengono spesso utilizzati anche tronchi e cortecce, canne e bambù legati. Specie diverse di insetti sono attratte quindi dai numerosi componenti utilizzabili per i fori nonché dalla diversa dimensione degli stessi.

### Api e vespe solitarie
Le api solitarie e le vespe solitarie non vivono all'interno di un alveare con una regina.
Varie specie di api solitarie hanno esigenze diverse. La grande maggioranza di questi nidifica in tunnel scavati nel terreno nudo, ma le api carpentiere, muratore e tagliafoglie nidificano in un tubo. Solo gli ultimi due tipi nidificano in tubi già pronti in un hotel per api. Hanno preferenze specie-specifiche per il diametro del tubo (2-10 mm) e la lunghezza (circa 10 cm). Una femmina fecondata produce una serie di cellule in un tubo, un uovo per cellula rifornito di polline e sigillato rispettivamente con fango o talee di foglie. Queste api trascorrono la maggior parte della loro vita in una cella come larva, e poi come bozzolo durante l'inverno. Emergono in primavera pronti impollinare alberi da frutto e mandorli. I maschi vivono molto brevemente da adulti, giusto il tempo di accoppiarsi con le femmine, che vivono quel tanto che basta per completare la nidificazione.
Un tipo comune di albergo per insetti per api è ricavato da un tronco di legno, una porzione di tronco d'albero tagliato o da un blocco di pietra in cui vengono praticati fori di diverse dimensioni (es. 2, 4, 6 e 8 mm) con le aperture a pochi centimetri di distanza. I fori sono leggermente inclinati verso l'alto rispetto all'apertura in modo che l'acqua piovana possa defluire e sono praticati per circa 10 cm in profondità nel materiale, mantenendo solida l'estremità. Gli ingressi a queste tane devono essere sufficientemente lisci in modo che i delicati corpi degli insetti non vengano danneggiati, con l'esterno degli alberghi in legno delle api che viene spesso levigato.
La posizione migliore per una casa per api è un luogo caldo e riparato, come un muro o una siepe rivolti a sud (nell'emisfero settentrionale). I primi insetti sono già attivi verso la fine dell'inverno e cercano attivamente un posto simile dove stabilirsi.
Altre specie amano arredare i loro nidi con argilla, pietra e sabbia, o nidificano tra i mattoni.
Un hotel per api dovrebbe essere installato solo per una stagione, sostituito con materiale fresco in primavera. Questo perché alcune vespe solitarie depongono le uova nell'uovo, nella larva o nel bozzolo delle api che nidificano nei tubi. Le cellule possono anche contenere vermi di mosca o acari del polline che hanno ucciso la larva dell'ape.
Un semplice fascio di bambù o canne, legato o messo in un vecchio barattolo di latta e appeso in un luogo caldo, può essere adatto a qualche ape solitaria. Il bambù deve essere tagliato in modo specifico per consentire l'ingresso degli insetti. Spesso le persone possono aggiungere steli di germogli di sambuco, rosa o mora il cui midollo può servire anche come fonte di cibo.

### Farfalle
Le farfalle che vanno in letargo preferiscono luoghi riparati come anfratti nelle case e nei capannoni, o spazi chiusi come quelli nei fasci di foglie. Alcuni hotel per insetti incorporano speciali recinti per farfalle con fessure verticali che tengono conto delle ali sensibili degli animali, ma quanto questi spazi siano sostenibili per le farfalle è controverso.

### Insetti parassiti
Anche gli insetti parassiti possono essere attratti in un albergo per insetti. Le api cuculo e le vespe depongono le uova all'interno dei nidi degli altri per fornire loro cibo prontamente disponibile al momento della schiusa, senza che l'insetto genitore debba provvedervi.
Gli hotel attirano anche insetti predatori che aiutano a controllare gli insetti indesiderati. Ad esempio, è bene che le forbicine siano presenti dentro e vicino agli alberi da frutto poiché mangiano i pidocchi delle piante che possono depositarsi sull'albero e disturbare la crescita dei frutti. Un vaso da fiori in terracotta appeso a testa in giù, riempito con fasci di paglia o lana di legno è una casa ideale per le forbicine. Le coccinelle sono facili da soddisfare mettendo molti ramoscelli all'interno di una scatola di legno aperta su un lato per fornire molte piccole cavità. Le coccinelle preferiscono andare in letargo in grandi gruppi, quindi questo incoraggerà molti a stabilirsi in un posto specifico. Gli isopodi hanno la loro utilità come spazzini in giardino. A questi animali piacciono i grandi spazi tra mattoni accatastati e le tegole per ripararsi dalla pioggia e nascondersi dai predatori.

## Impatto ambientale
Si ritiene generalmente che gli hotel per insetti abbiano impatto positivo nel ripristino o nel mantenimento delle popolazioni di impollinatori selvatici, in particolare le api autoctone, molte delle quali sono in pericolo a causa di vari fattori come la concorrenza con le api introdotte come l'ape occidentale. Si ritiene che gli hotel per insetti siano una risorsa preziosa per gli insetti che hanno subito la distruzione del loro habitat naturale primario. Un esempio è Anthidium palliventre, che era comune nelle dune di sabbia dell'area di San Francisco: la specie è andata in sofferenza poiché le dune sono state per lo più ridotte fortemente dallo sviluppo urbano. Tali insetti sono spesso costretti a trovare alloggi alternativi, come nei parchi cittadini, in genere con meno successo. Oltre la metà delle api selvatiche native del Nord America affronta difficoltà simili e il numero effettivo è probabilmente maggiore a causa di dati insufficienti su alcune specie. Gli hotel delle api sono talvolta costruiti, sia da privati, ad esempio proprietari di case e giardinieri, sia da progetti di conservazione guidati dal governo, nel tentativo di porre rimedio a questo problema e fornire l'habitat per stabilizzare le popolazioni di api autoctone in difficoltà.
Alcuni studi recenti suggeriscono la possibilità, tuttavia, che gli hotel delle api, in particolare, possano fare più male che bene in determinate situazioni. In uno studio del 2020, si è scoperto che gli hotel urbani delle api nella città di Marsiglia, in Francia, erano abitati principalmente da una specie di api esotiche, M. strutturalis, la cui presenza era correlata a un numero inferiore di api autoctone nell'area. Uno studio separato nel 2015 ha riportato che gli hotel delle api potrebbero divenire case per api introdotte e nemici naturali delle api autoctone come vespe predatrici e parassite, piuttosto che habitat per api autoctone in via di estinzione, oltre a essere potenzialmente focolai di malattie degli insetti e mettere ulteriormente a rischio le api autoctone. Particolare attenzione deve essere prestata ai dettagli degli hotel per insetti, come il diametro dei fori, in quanto questo è un fattore chiave per attrarre nella struttura insetti diversi - una variazione di diametro di appena 1 mm può fare la differenza tra fornire habitat per le api autoctone o per le api introdotte con le quali sono in competizione. Tuttavia, la maggior parte delle api solitarie selvatiche tende a nidificare sottoterra e di solito non è attratta dagli alberghi per insetti.

## Galleria d'immagini

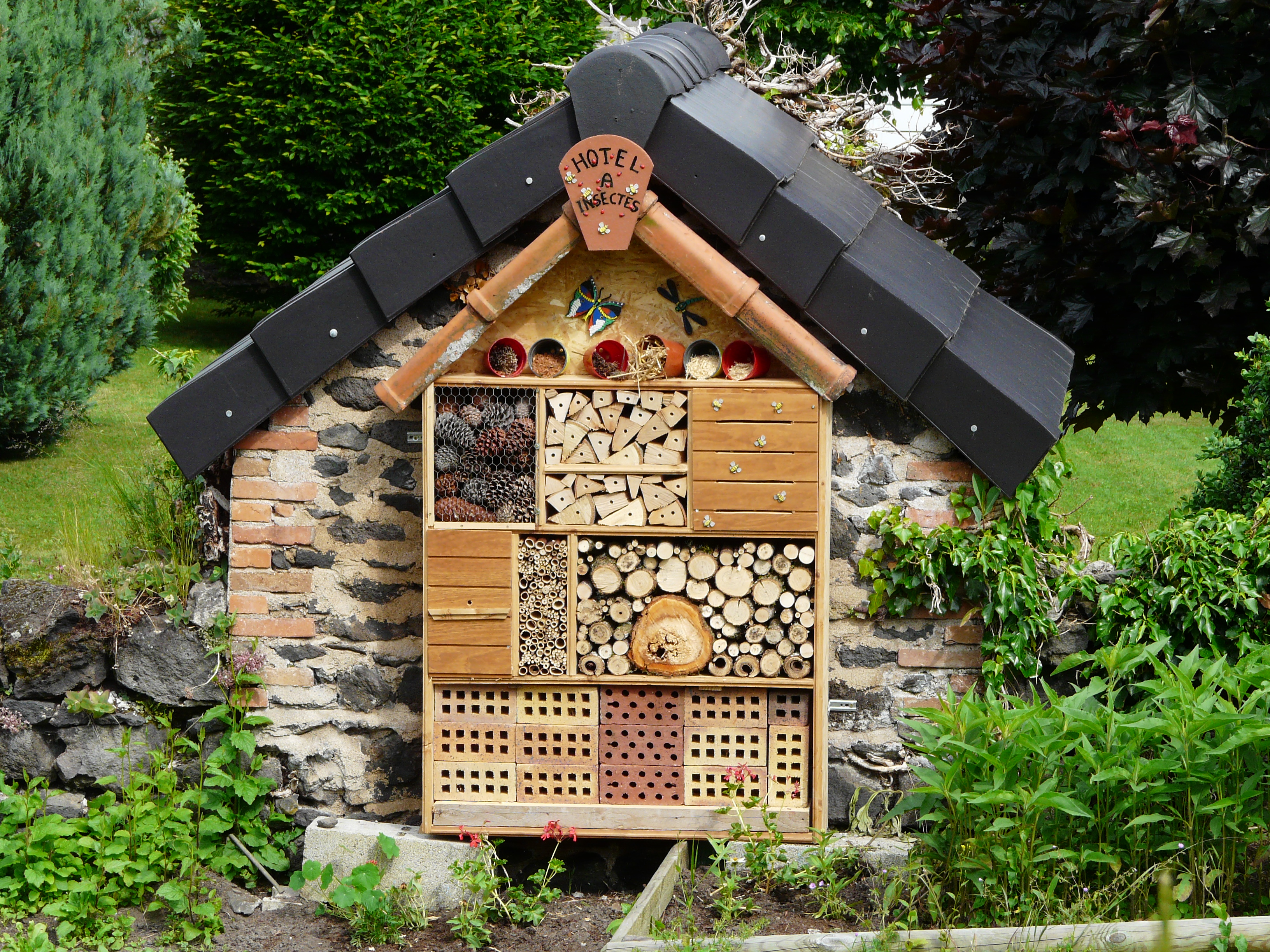
Casa degli insetti a Pontgibaud, Puy-de-Dôme, Francia
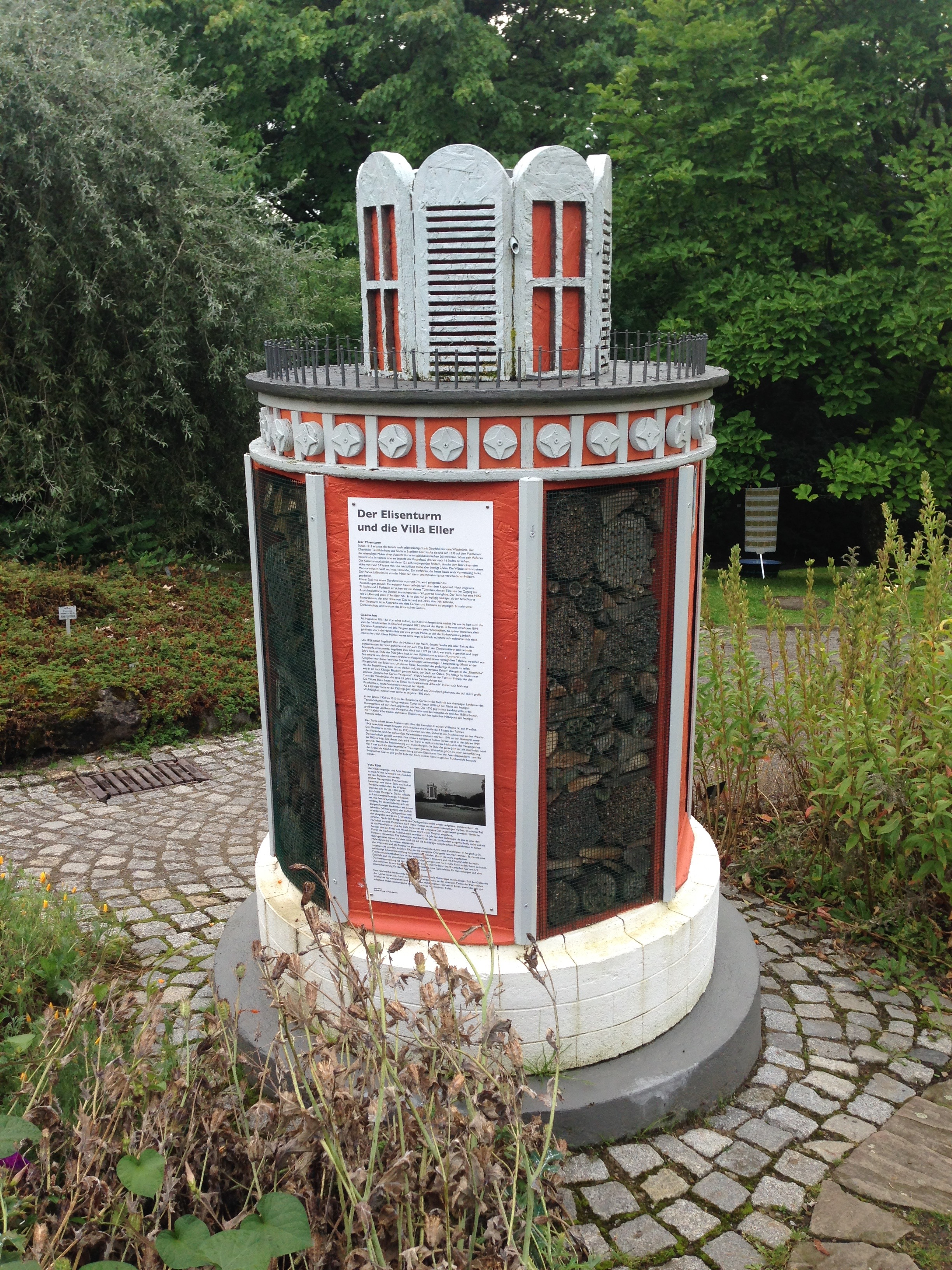
Hotel degli insetti nel giardino botanico di Wuppertal, Germania
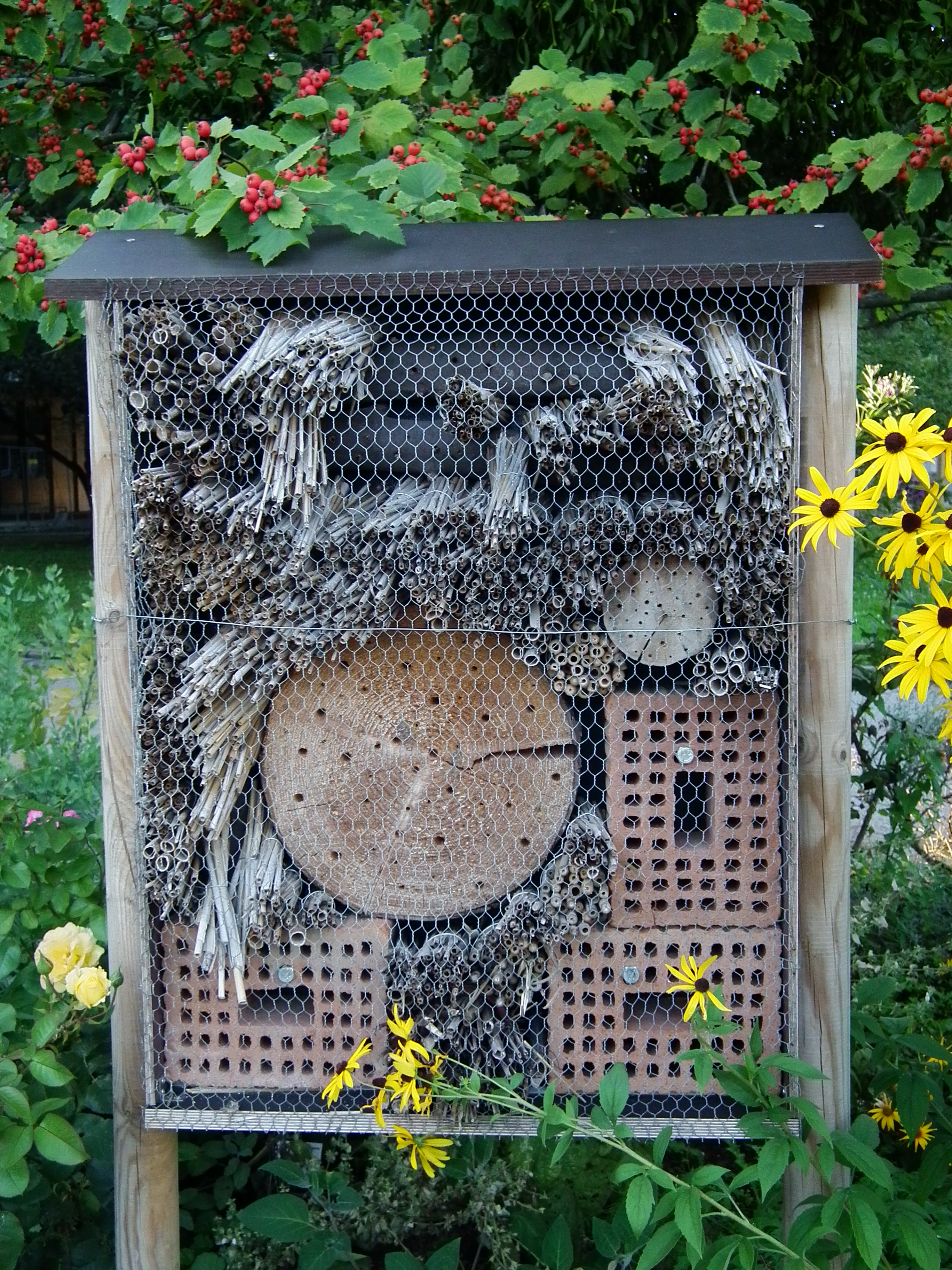
Hotel degli insetti nel giardino botanico di Heidelberg, Germania
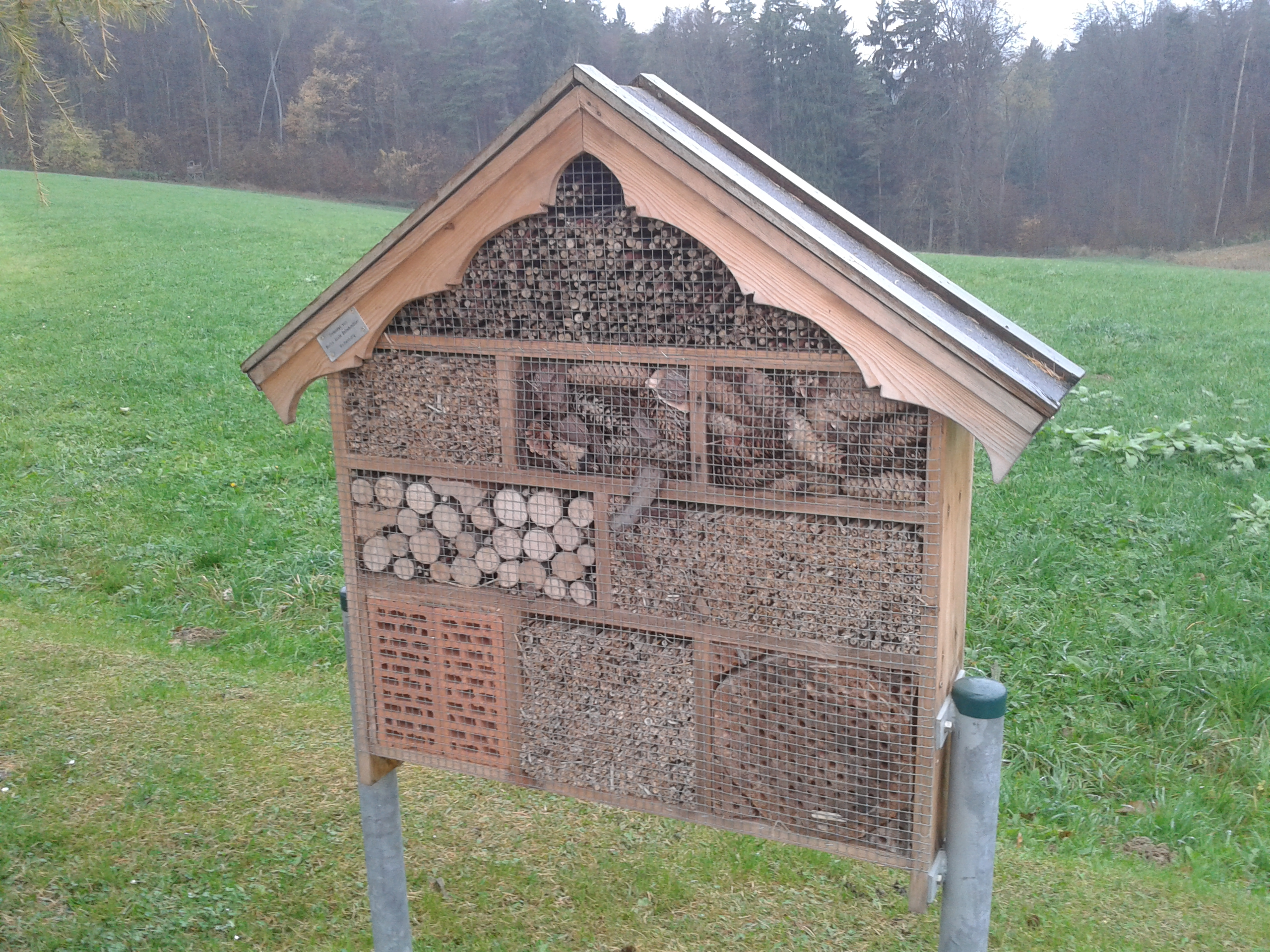
Hotel per insetti vicino a Kelheim, Germania
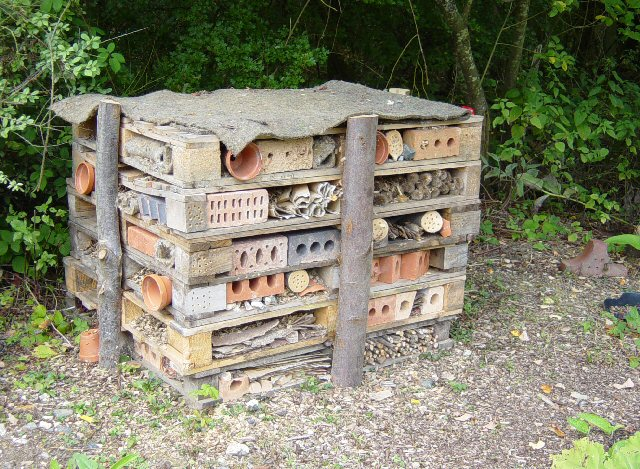
Hotel per insetti realizzato con pallet di legno, stazione ferroviaria di West Grinstead, West Sussex, Regno Unito
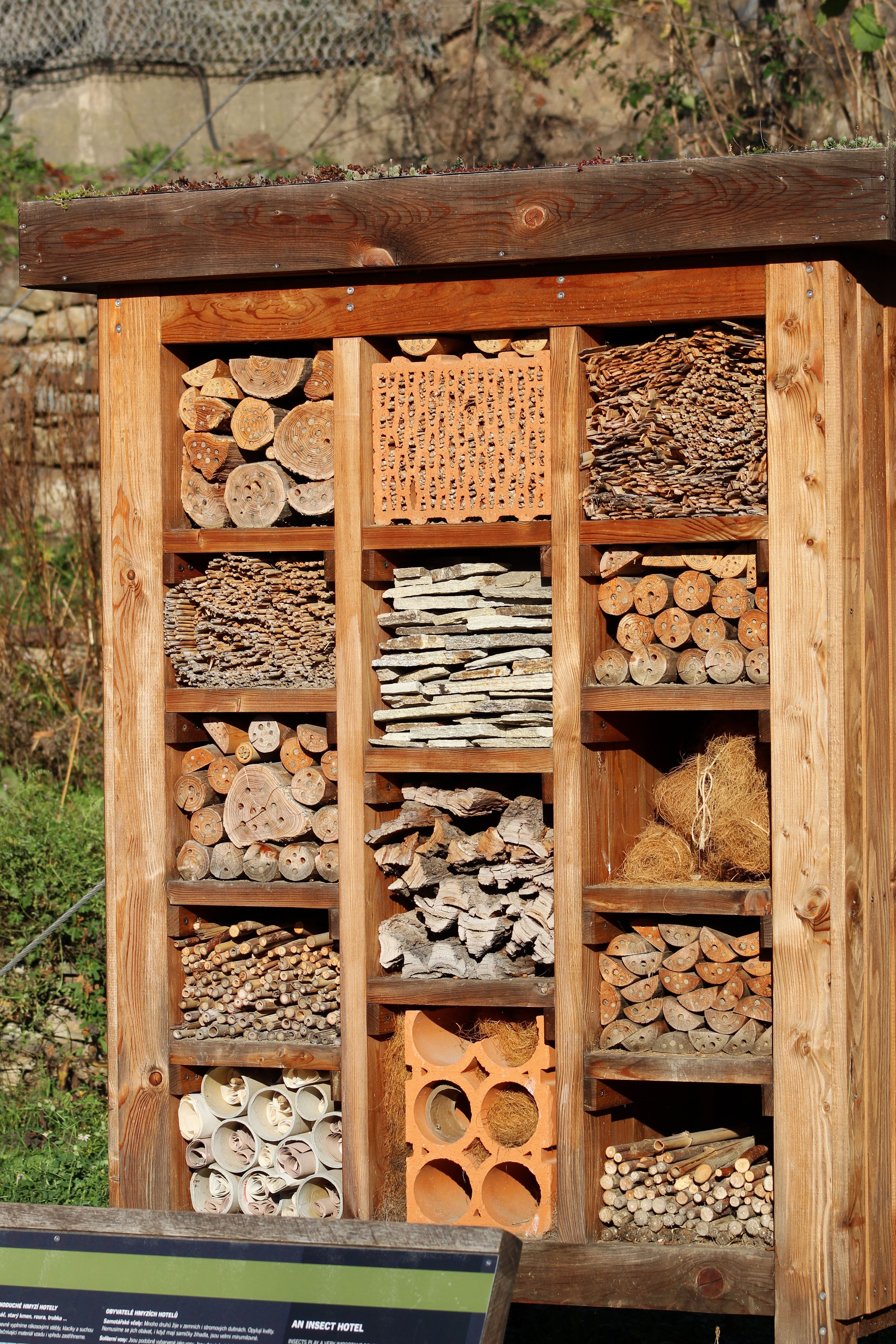
Hotel per insetti in Repubblica Ceca
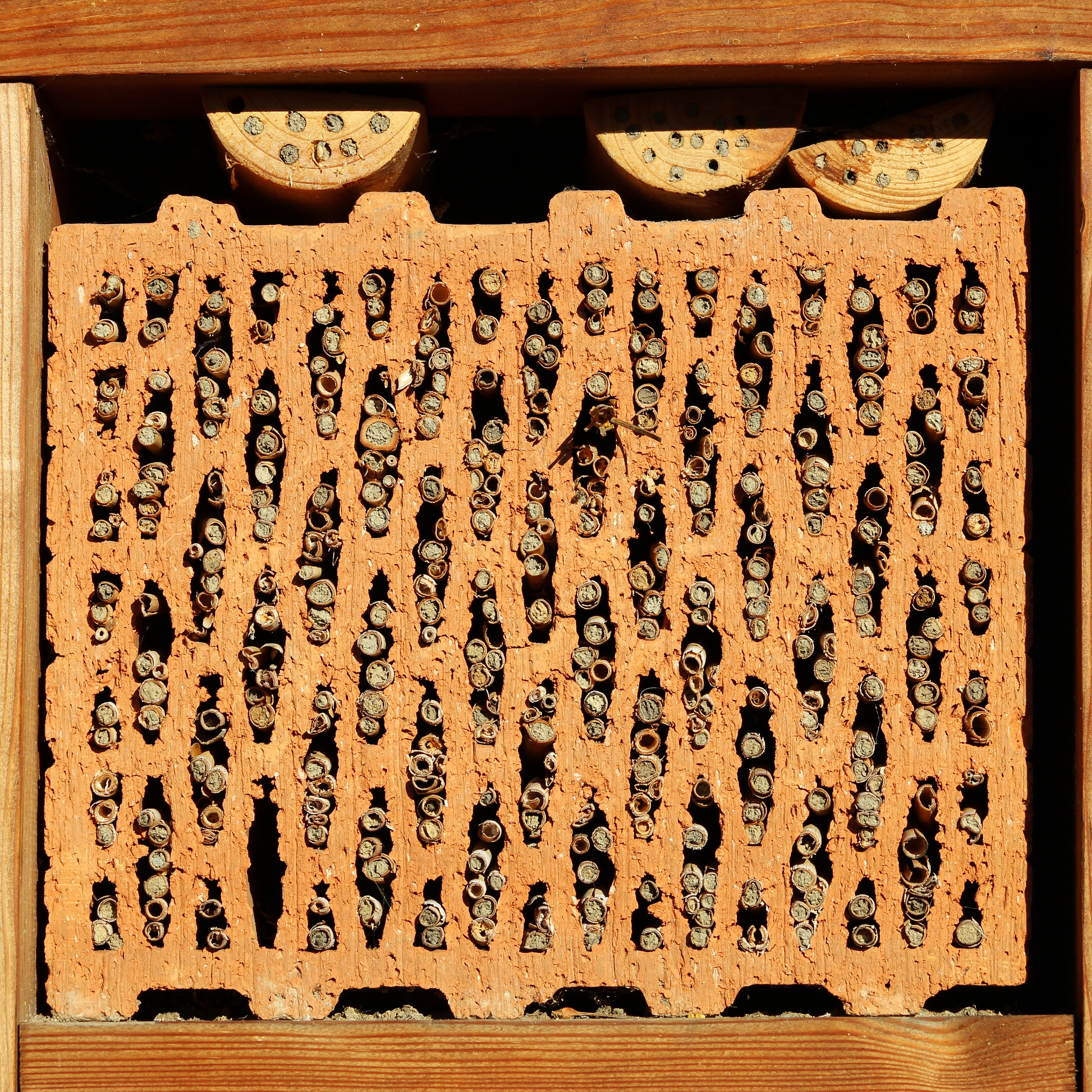
Hotel per insetti in Repubblica Ceca